# 古斯 (基納省)

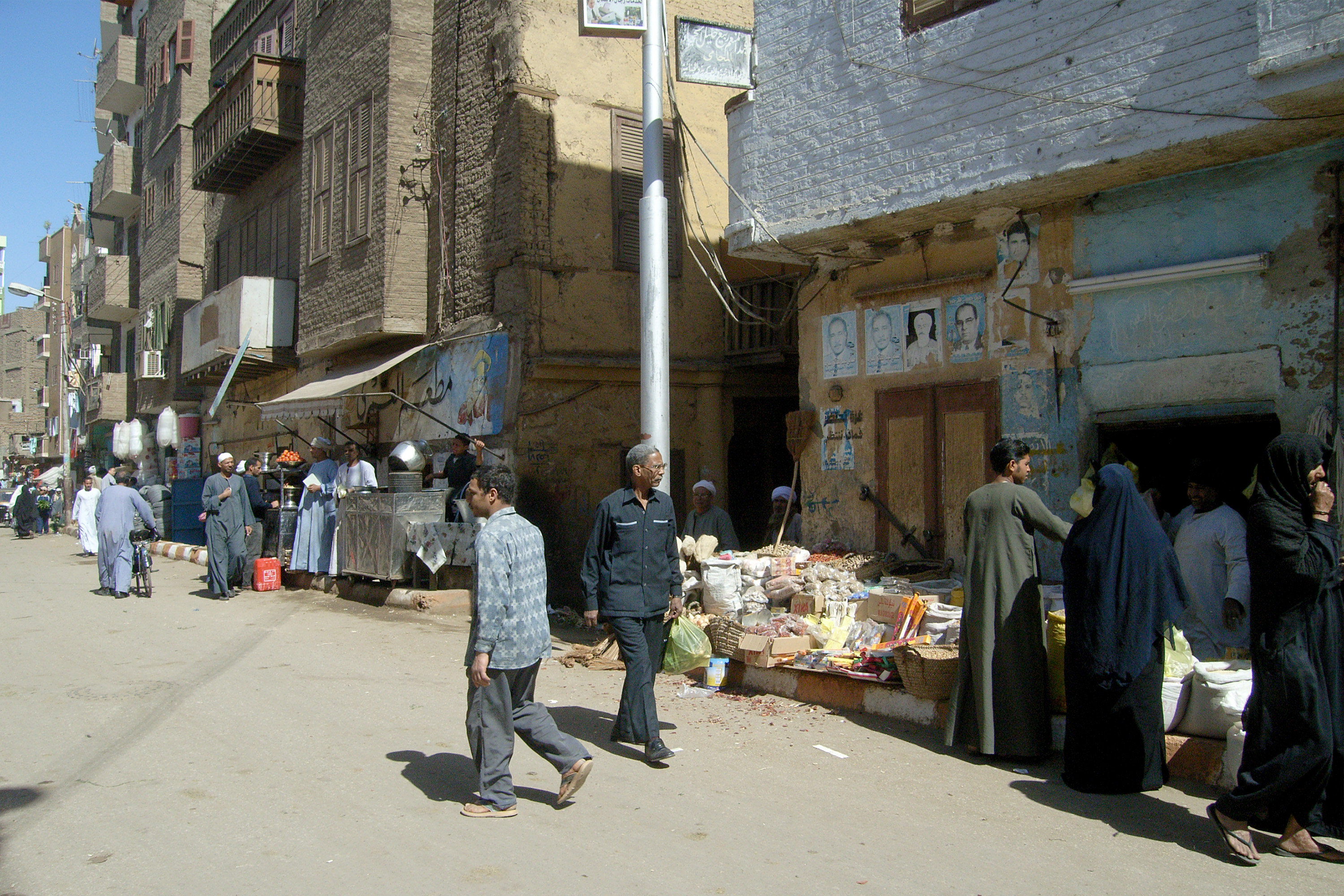
古斯

古斯是埃及的城鎮，由基納省負責管轄，位於該國中東部尼羅河東岸，距離首都開羅約645公里，該鎮自古王國時期已存在，2005年人口349,810。
25°56′N 32°46′E / 25.933°N 32.767°E